# Augustinern 12 (Quedlinburg)

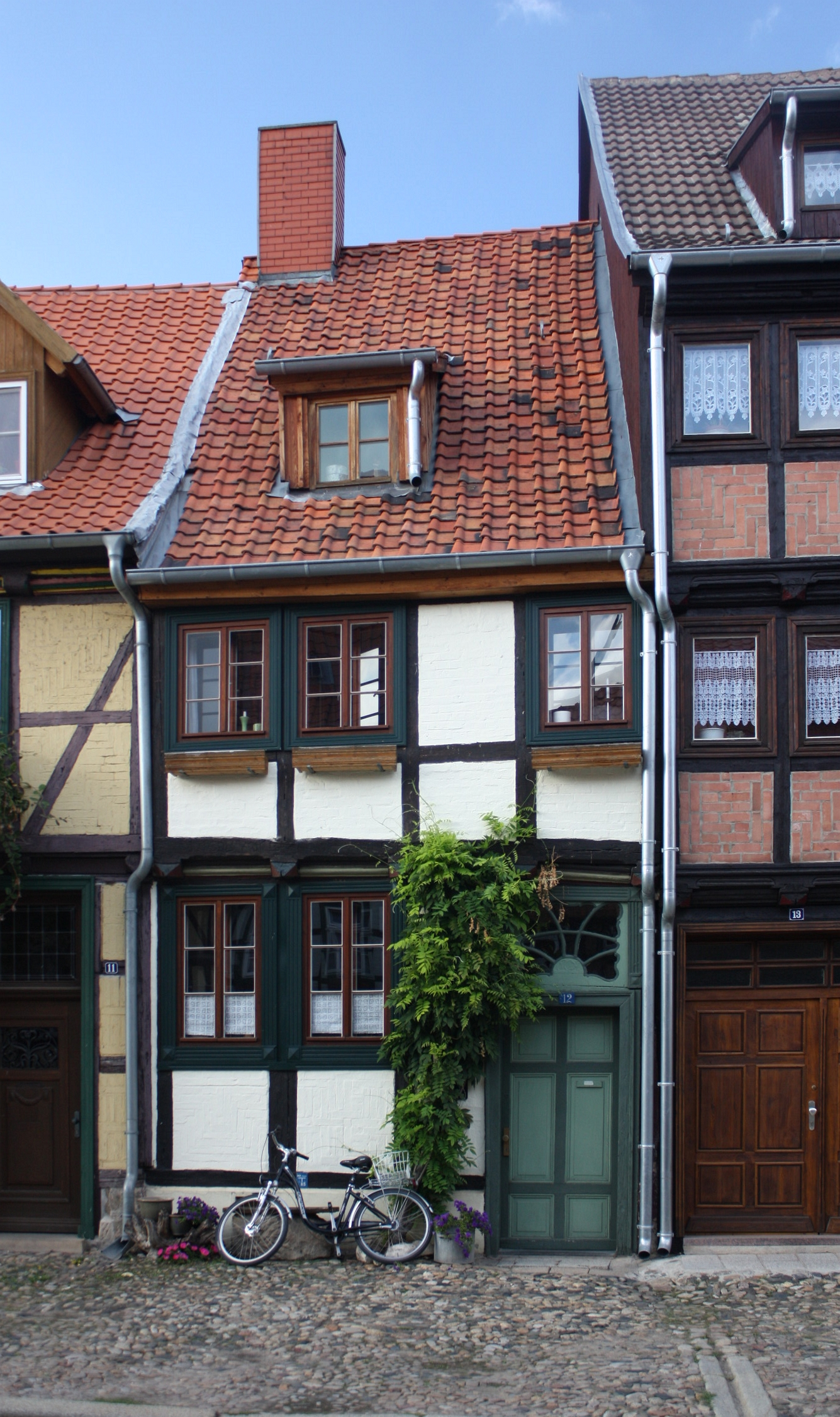
Haus Augustinern 12

Das Haus Augustinern 12 ist ein denkmalgeschütztes Gebäude in der Stadt Quedlinburg in Sachsen-Anhalt.

## Lage
Es befindet sich im nördlichen Teil der historischen Quedlinburger Neustadt und gehört zum UNESCO-Weltkulturerbe. Im Quedlinburger Denkmalverzeichnis ist es als Wohnhaus eingetragen. Westlich grenzt das gleichfalls denkmalgeschützte Haus Augustinern 11 an.

## Architektur und Geschichte
Das kleine zweigeschossige Fachwerkhaus entstand nach einer Bauinschrift im Jahr 1701. Die Gebäudebreite umfasst nur fünf Gebinde. Die Fassade des einfachen Baus verfügt über Pyramidenbalkenköpfe sowie profilierte Füllhölzer. Oberhalb der Haustür befindet sich ein Oberlicht mit einem Motiv der Sonne.